# ولتون فیلیپه
ولتون فیلیپه (به پرتغالی: Welton Felipe Marcos Soares) مدافع اهل برزیل است که در شهر بلو هوریزونته و در تاریخ ۱۵ ژوئن ۱۹۸۶ به دنیا آمده‌است.
ولتون فیلیپه در تیم‌های فوتبال اتلتیکو مینیرو سابقهٔ حضور دارد.